# Conchita Gélabert
Maria Conchita Gélabert (Madrid, 1857–1922) fue una artista lírica y actriz española que actuó en Francia a finales del siglo XIX.

## Trayectoria
Nacida en Madrid, Gélabert ingresó en el Conservatorio de París en 1873 y obtuvo una primera prueba en la opéra-comique en 1876. En 1877, fue contratada en el Théâtre des Folies-Dramatiques, donde creó Les Cloches de Corneville, y después en el Théâtre de la Gaîté, Le Grand Mogol, Le Voyage de Suzette, La Fille du tambour-major. Abandonó el teatro en 1890 y vivió retirada desde entonces. Murió en París.

## Repertorio
- 1876: Jeanne, Jeannette et Jeanneton,[3] opéra-comique de Charles Clairville, Alfred Delacour, música de Paul Lacôme, estreno el 27 de octubre de 1876, Théâtre des Folies-Dramatiques.
- 1877: Les Cloches de Corneville, opéra-comique de Robert Planquette, libreto de Clairville y Charles Gabet, en el Théâtre des Folies-Dramatiques.
- 1878: Le Buisson d'écrevisses, opereta de Jules-Henry Vachot y Marc Constantin, música de Félix Pardon, estrenada en el Théâtre des Bouffes-Parisiens.
- 1879: Madame Favart, opéra-comique en tres actos de Jacques Offenbach, libreto de Alfred Duru y Henri Chivot, Théâtre des Folies-Dramatiques.
- 1884: François les bas-bleus opéra-comique de Ernest Dubreuil, Eugène Humbert, Paul Burani, música de Firmin Bernicat, completada por André Messager en el Grand Théâtre de Bordeaux.
- 1884: Le Grand Mogol, opereta en cuatro actos, letra de Chivot y Duru, música de Edmond Audran Théâtre de la Gaîté.
- 1885: Niniche,[4] comedia de vodevil en tres actos, de Alfred Hennequin y Albert Millaud, música de Marius Boullard, Grand-Théâtre du Havre.
- 1885: Les Pommes d'Or, opéra féerie en tres actos de Chivot, Duru, Henri Blondeau, Hector Monréal, Théâtre des Célestins.
- 1886: La Fille du tambour-major, Théâtre des Célestins.